# Ancyluslera
Ancyluslera, tidigare även kallad Äldre grålera är en mycket finkornig blå-gråblå lera, bildad av det finaste slammet från isälvarna och avsatt i områden långt från isavsmältningszonen.
Leran avsattes till stor del under Östersjöns ancylusstadium omkring 8000-9000 f. Kr. Ancylusleran bildar ofta markyta i områden under högsta kustlinjen men över littorinavallen i mellersta och norra Sverige. Man brukar numera ofta sammanfatta ancyluslera tillsammans med bland annat littorinalera i begreppet postglacial lera.

## Källa
- Nationalencyklopedin multimedia plus, 2000